# Olivier Ramaré
Olivier Ramaré est un mathématicien français, directeur de recherches au CNRS et qui est en poste à l'université Aix-Marseille.

## Réalisations notables
En 1995, affinant des travaux antérieurs sur le théorème de Schnirelmann, il a démontré que tout entier pair est somme de six nombres premiers au plus. Ce résultat est une étape dans les recherches sur la conjecture de Goldbach, qui prévoit que tout entier pair supérieur à 3 est somme de deux nombres premiers, et serait aussi une conséquence de la conjecture faible de Goldbach, si elle était démontrée. Le théorème de Vinogradov ne démontre cette dernière que pour les entiers « suffisamment grands ».
En 1996 il a, en collaboration avec Andrew Granville, complété la démonstration de la conjecture de Paul Erdős sur le coefficient binomial central {\displaystyle {2n \choose n},} en établissant sa qualité de n'être jamais quadratfrei lorsque n > 4.